# Issy-les-Moulineaux
Issy-les-Moulineaux er en stor fransk provinsby. Den er beliggende i departementet Hauts-de-Seine.